# Ljunits landskommun
Ljunits landskommun var en tidigare kommun i dåvarande Malmöhus län.

## Administrativ historik
Den 1 januari 1952 genomfördes den första av 1900-talets två genomgripande kommunreformer i Sverige. Antalet kommuner minskades från 2498 till 1037. 
Ljunits bildades då genom sammanläggning av de tidigare kommunerna Balkåkra, Bjäresjö, Sjörup, Skårby och Snårestad. Den fick sitt namn efter Ljunits härad. Kommunen existerade fram till 1971, då den gick upp i Ystads kommun, där området nu utgör den västra delen.
Kommunkoden var 1244.

### Kyrklig tillhörighet
I kyrkligt hänseende tillhörde kommunen församlingarna Balkåkra, Bjäresjö, Sjörup, Skårby och Snårestad. År 2002 bildades Ljunits församling, omfattande samma tidigare församlingar som denna kommun.

## Geografi
Ljunits landskommun omfattade den 1 januari 1952 en areal av 75,10 km², varav 74,44 km² land.

### Tätorter i kommunen 1960
I Ljunits landskommun fanns tätorten Svarte, som hade 237 invånare den 1 november 1960. Tätortsgraden i kommunen var då 8,5 procent.

## Politik

### Mandatfördelning i valen 1950-1966
| 18 | 5 | 9 | 3 |

| 35 |

| 17 | 11 | 4 | 3 |

| 34 |

| 15 | 14 | 3 | 3 |

| 33 |

| 16 | 13 | 3 | 3 |

| 33 |

| 15 | 13 | 4 | 3 |

| 30 | 5 |